# Вербицький Сергій Степанович
Сергі́́й Степа́́нович Вербицький (нар. 23 вересня 1977 — 6 січня 2015) — прапорщик Збройних сил України.

## Життєпис
В часі війни — військовослужбовець 128-ї гірсько-піхотної бригади, головний сержант роти.
31 грудня 2014-го пополудні з району Дебальцевого Сергія з множинними вогнепальними пораненнями голови було доставлено до Харківського шпиталю, одразу переведено в палату інтенсивної терапії. Кілька днів лікарі боролися за його життя, однак 6 січня 2015-го серце зупинилося.
Поховали Сергія 13 січня на Центральному кладовищі міста Мукачеве.
Залишилися дружина та двоє синів.

## Вшанування
Почесний громадянин міста Мукачева (посмертно, рішення сесії Мукачівської міської ради, 28 травня 2015-го)